# Биста Владе Ђорђевића у Лесковцу
Биста Владе Ђорђевића постављена је 2. августа 1953 год. у парку 9 Југовића, на лесковачком брду Хисар.

## Биографија
Влада Ђорђевић је народни херој и првобранилац радничког покрета Лесковца. Рођен је 1905 год. у Лесковцу, а погинуо је за време Другог светског рата, 1941 год. Био је столарски радник, члан комунистичке партије Југославије од 1923. године, истакнути борац радничког покрета и организатор демонстрације гладних. Био је члан окружног комитета КПЈ Лесковац, секретар Месног комитета Комунистичке партије Југославије у Врању, организатор устанка, политички комесар Кукавичког народноослободилачког партизанског одреда. Погинуо је 5. новембра 1941. године изнад Тулова од бугарске фашистичке војске. Проглашен је за народног хероја 9. октобра 1945. године.